# Paramphilius firestonei
Paramphilius firestonei är en fiskart som beskrevs av Schultz 1942. Paramphilius firestonei ingår i släktet Paramphilius och familjen Amphiliidae. IUCN kategoriserar arten globalt som starkt hotad. Inga underarter finns listade i Catalogue of Life.